# Семашко, Николай Николаевич
Николай Николаевич Семашко (3 сентября 1927 — 27 января 2012) — российский учёный, начальник лаборатории Института ядерного синтеза РНЦ «Курчатовский институт», доктор физико-математических наук, профессор, заслуженный деятель науки РФ (1997).

## Биография
Родился 3 сентября 1927 года в Москве.
Окончил Московский механический институт (1952).
С 1952 по 2001 год работал в ИАЭ им. И. В. Курчатова (первоначально назывался Лабораторией измерительных приборов АН СССР): младший научный сотрудник, старший научный сотрудник, заведующий НИЛ, заместитель начальника отделения физики плазмы (впоследствии Институт ядерного синтеза), начальник лаборатории Института ядерного синтеза РНЦ «Курчатовский институт».
В 1963 году защитил кандидатскую, в 1974 году — докторскую диссертацию:
- Исследование и создание инжекторов быстрых ионов и атомов водорода для стационарных магнитных ловушек : диссертация … доктора физико-математических наук : 01.04.08. — Москва, 1974. — 337 с. : ил.

В 1972—1979 годах — доцент МАИ, читал специализированные курсы лекций по инжекционным вопросам и ионной оптике. С 1979 по 1998 год заведующий кафедрой общей физики и ядерного синтеза (ОФиЯС) Московского энергетического института. В 1980 году присвоено звание профессора.
Научные интересы: интересы: управляемый термоядерный синтез, физика и техника сильноточных ионных пучков. Создал научную школу по физике и технике сильноточных ионных источников, формированию и транспортировке интенсивных потоков заряженных частиц, получению потоков нейтральных частиц большой мощности.
Заслуженный деятель науки РФ (1997).
Семья: жена, сын.
Сочинения:
- Пучки ионов и атомов для управляемого термоядерного синтеза и технологических целей / М. Д. Габович, Н. В. Плешивцев, Н. Н. Семашко. — М.: Энергоатомиздат, 1986. — 248,[1] с. : ил.; 21 см.
- Инжекторы быстрых атомов водорода / [Н. Н. Семашко, А. Н. Владимиров, В. В. Кузнецов и др.]. — М.: Энергоиздат, 1981. — 167 с. : ил.; 21 см. — (Пробл. управляемого термоядер. синтеза).
- Ion and Atomic Beams for Controlled Fusion and Technology. M.D. Gabovich, N.V. Pleshivtsev, N.N. Semashko. Springer US, 31 янв. 1989 г. — Всего страниц: 231
- Учебное пособие по курсу «Введение в специализацию» : Термоядер. энергетика / Л. И. Елизаров, В. М. Кулыгин, Н. Н. Семашко; Редактор Л. К. Богачева. — М.: МЭИ, 1984 (вып. дан. 1985). — 43 с. : ил.; 20 см.
- Термоядерные энергетические реакторы и станции. Физико-технические проблемы установок с магнитным удержанием плазмы : Учеб. пособие по курсу «Термоядер. энергет. реакторы и станции» / В. М. Белокопытов, Н. Н. Семашко, П. Д. Хромов; Ред. В. М. Белокопытов; Моск. энергет. ин-т (техн. ун-т). — М.: МЭИ, 1996. — 122 с. : ил.; 20 см.
- Инженерно-физические проблемы термоядерной энергетики : Темат. сб. / Под ред. Н. Н. Семашко. — М.: МЭИ, 1983. — 105 с. : ил.; 20 см. — (Тр. Моск. энерг. ин-та. Вып. 609, ISSN ISSN 0371-9545;).